# Bregninge Sogn (Ærø)
 For alternative betydninger, se Bregninge Sogn. (Se også artikler, som begynder med Bregninge Sogn)
Bregninge Sogn er et sogn i Langeland-Ærø Provsti (Fyens Stift).
I 1800-tallet var Bregninge Sogn et selvstændigt pastorat. Det hørte til Ærø Herred i Svendborg Amt. Bregninge Sogn udgjorde Bregninge Kommune fra 1867 til 1966. Sognet indgik i Vest Ærø Kommune fra 1966 til 1970, i Ærøskøbing Kommune fra 1970 til 2006 og har indgået i Ærø Kommune fra 2006.
I Bregninge Sogn ligger Bregninge Kirke.
I sognet findes følgende autoriserede stednavne:
- Blakstensodde (areal)
- Bregninge (bebyggelse)
- Bølkemose (bebyggelse)
- Godthåb (bebyggelse)
- Højsten (bebyggelse)
- Leby (bebyggelse, ejerlav)
- Leby Kobbel (bebyggelse, ejerlav)
- Rønnemose (bebyggelse)
- Skovby (bebyggelse, ejerlav)
- Skovnæsagre (bebyggelse)
- Skydsbæk (bebyggelse)
- Synneshøj (areal)
- Sækkemose (bebyggelse)
- Tværby (bebyggelse)
- V. Bregninge By (bebyggelse, ejerlav)
- Vorbjerg (bebyggelse)
- Ø. Bregninge By (bebyggelse, ejerlav)